# Jeanne Neilson
Jeanne Neilson (Bloemfontein, 1977) es una actriz sudafricana de cine y televisión.

## Biografía
Neilson nació en Bloemfontein y realizó estudios en la Universidad de Stellenbosch antes de pasar algunos años en Europa. Regresó a Ciudad del Cabo en 2003 para iniciar su carrera como actriz, logrando repercusión en Sudáfrica luego de interpretar el papel de Jill en la cinta Faith Like Potatoes. A partir de entonces ha registrado apariciones en producciones como The Deal (con Meg Ryan y William H. Macy) y Free Willy: Escape from Pirate's Cove, además de otras series y películas alemanas, británicas y sudafricanas. Tras realizar un curso de actuación en el William Esper Studio de Nueva York, Jeanne fue escogida para protagonizar el telefilme estadounidense The Heart of Christmas junto con Candace Cameron Bure y George Newbern. En 2020 integró el reparto de la película juvenil The Kissing Booth 2.

## Filmografía

### Cine y televisión
- 2020 - The Kissing Booth 2
- 2019 - The Devil Speaks
- 2017 - Van der Merwe
- 2017 - Hear No Evil
- 2017 - Bypass
- 2016 - The Young Pope
- 2016 - Die Byl
- 2013 - Heatstroke
- 2013 - Felix
- 2011 - Spoon
- 2011 - The Heart of Christmas
- 2011 - Heart & Soul (cortometraje)
- 2010 - Free Willy: Escape from Pirate's Cove
- 2008 - The Deal
- 2007 - To Be First
- 2007 - Das Glück am anderen Ende der Welt
- 2006 - Faith Like Potatoes